# 安土茂
安土 茂（あづち しげる、1929年 - ）は、日本のジャーナリスト・ノンフィクション作家。
別名義に安土しげる、二木本斉家（にきもと せいや）、アラジン、アラジン中山、ドクター・アラジン。

## 略歴
大阪府出身。金融業に従事する。
1970年手形を詐取したと思われる男から、拳銃を突きつけられた時に反撃し死なせてしまい、その際の隠蔽工作が仇になり逮捕される。裁判では防衛行為の主張が通らず、最高裁判所にて懲役刑が確定し、通算15年を大阪刑務所で過ごす。
その経験を通して出所後は執筆活動を行い、刑務所関係の本など合計二十冊ほど出版。『アラジン』という名で、人生相談をも営む。

## 著書

### 安土茂名義
- 『ああ大阪刑務所四区』三一書房、1992年6月。 ISBN 4-380-92232-4
- 『恐怖の大阪刑務所四区』三一書房、1993年9月。 ISBN 4-380-93257-5
  - 双葉社〈双葉文庫〉、2003年11月。 ISBN 4-575-71268-X
- 『出所後の殺人者たち』第三書館、1994年4月。 ISBN 4-8074-9406-6
  - 双葉社〈双葉文庫〉、2002年8月。 ISBN 4-575-71218-3
- 『殺人者の獄 大阪刑務所四区』三一書房、1994年7月。 ISBN 4-380-94247-3
- 『弁護士犯罪』三一書房、1997年12月。 ISBN 4-380-97307-7
- 『知られざる刑務所（ムショ）のオキテ』日本文芸社、1998年4月。 ISBN 4-537-02625-1
- 『悪徳金融』鹿砦社、1998年9月。 ISBN 4-8463-0286-5
- 『憎しみは愛よりも深し 実録・16歳連続女性殺人事件』河出書房新社〈河出文庫〉、1999年3月。 ISBN 4-309-47377-6
- 『逮捕（パク）られたらどうなる 逮捕から出獄まで知られざる刑務所への道』日本文芸社、2000年6月。 ISBN 4-537-14051-8
- 『残酷 刑務所特別房』三一書房、2000年7月。 ISBN 4-380-00204-7
  - 『刑務所特別房の掟』双葉社〈双葉文庫〉、2003年8月。 ISBN 4-575-71260-4
- 『元受刑者が明かす実録!刑務所のヒミツ』二見書房〈二見waiwai文庫〉、2002年5月。 ISBN 4-576-02073-0
  - 『実録!刑務所（ムショ）のヒミツ 獄中生活15年の元受刑者が明かす』二見書房、2005年11月。 ISBN 4-576-05165-2
- 『続 実録!刑務所のヒミツ 破獄11回「脱獄王」の全貌』二見書房〈二見waiwai文庫〉、2002年11月。 ISBN 4-576-02182-6
- 『泣く子もダマる大阪刑務所四区』双葉社〈双葉文庫〉、2004年2月。 ISBN 4-575-71272-8
- 『決定版刑務所の事典』二見書房、2005年11月。 ISBN 4-576-05166-0

### 安土しげる名義
- 『魔性 死体なき連続殺人』プロ・インター、1989年12月。

### 二木本斉家名義
- 『塀の外は春 殺人者の獄』海風社、1988年4月。

### アラジン中山名義
- 『人象占星学入門』日経企画出版局、1992年7月。 ISBN 4-7952-4773-0

### ドクター・アラジン名義
- 『女と男のエチケット』鹿砦社、1995年9月。 ISBN 4-8463-0101-X
- 『近親相姦』鹿砦社、1998年11月。 ISBN 4-8463-0300-4

### アラジン名義
- 『近親相姦実例集 性の報告書』河出書房新社〈河出i文庫〉、2003年8月。 ISBN 4-309-48141-8